# هنری آلموند
هنری آلموند (انگلیسی: Henry Almond؛ ۱۷ آوریل ۱۸۵۰ – ۱۹۱۰ (۶۰ سال)) بازیکن فوتبال اهل پادشاهی متحد بریتانیای کبیر و ایرلند بود.
از باشگاه‌هایی که در آن بازی کرده است می‌توان به باشگاه فوتبال استوک سیتی اشاره کرد.